# Euphorbia brassii
Euphorbia brassii es una especie fanerógama perteneciente a la familia de las euforbiáceas. Es endémica de Papúa Nueva Guinea.

## Taxonomía
Euphorbia brassii fue descrita por Paul Irwin Forster y publicado en Austrobaileya 4(2): 246. 1994.
Etimología
Euphorbia: nombre genérico que deriva del médico griego del rey Juba II de Mauritania (52 a 50 a. C. - 23), Euphorbus, en su honor – o en alusión a su gran vientre –  ya que usaba médicamente Euphorbia resinifera. En 1753 Carlos Linneo asignó el nombre a todo el género.
brassii: epíteto otorgado en honor del botánico australiano Leonard John Brass (1900-1971) quien participó en varias expediciones a Nueva Guinea recolectando plantas para el Arboreto Arnold.
Sinonimia
- Euphorbia plumerioides var. macrocarpa Radcl.-Sm.	[5]